# 지질학

지질학(地質學)은 지구 및 기타 천체와 그것들을 구성하는 암석, 시간에 따라 이들이 변화하는 과정을 연구하는 자연과학의 한 분야이다. 현대 지질학은 수문학을 포함한 다른 모든 지구과학 분야와 상당 부분 중첩되며, 지구 시스템 과학 및 행성과학과 통합되어 있다.
지질학은 지표면과 지하의 지구 구조와 그 구조를 형성한 과정을 설명한다. 지질학자들은 암석의 생성 역사를 파악하기 위해 암석의 광물학적 구성을 연구한다. 지질학은 특정 위치에서 발견된 암석의 상대 연대를 결정하며, 지구화학(지질학의 한 분야)은 절대 연대를 결정한다. 지질학자들은 다양한 암석학적, 결정학적, 고생물학적 도구를 결합하여 지구 전체의 지질학적 역사를 연대순으로 기록할 수 있다. 이 중 한 측면은 지구의 나이를 증명하는 것이다. 지질학은 판 구조론, 생명체의 진화 역사, 지구의 과거 기후에 대한 증거를 제공한다.
지질학자들은 광범위하게 지구와 다른 지구형 행성의 특성과 과정을 연구한다. 지질학자들은 지구의 구조와 진화를 이해하기 위해 현장 조사, 암석 기술, 지구물리학적 기법, 화학 분석, 물리 실험, 수치 모델링 등 다양한 방법을 사용한다. 실용적인 측면에서 지질학은 광물 및 탄화수소 탐사와 개발, 수자원 평가, 자연재해 이해, 환경 문제 해결, 과거 기후 변화에 대한 통찰력 제공 등에 중요하다. 지질학은 주요 학문 분야이며, 지질공학의 중심이 되고 지질학에서 중요한 역할을 한다.

## 지질학적 물질
대부분의 지질학적 데이터는 고체 지구 물질에 대한 연구에서 나온다. 운석과 다른 외계 천연 물질도 지질학적 방법으로 연구한다.

### 광물
광물은 일정한 균질 화학 조성과 규칙적인 원자 배열을 가진 자연 발생적 원소 및 화합물이다.
각 광물은 고유한 물리적 특성을 가지고 있으며, 이를 판별하기 위한 다양한 검사법이 있다. 광물은 종종 이러한 검사를 통해 식별된다. 시료는 다음과 같은 항목에 대해 검사할 수 있다.
- 색상: 광물은 색상에 따라 분류된다. 대체로 진단적이지만 불순물이 광물의 색상을 변화시킬 수 있다.
- 조흔색: 시료를 자기 판에 긁어 수행한다. 조흔색은 광물 식별에 도움이 될 수 있다.
- 경도: 광물이 긁힘이나 압입에 저항하는 정도이다.
- 쪼개짐 양상: 광물은 파단이나 쪼개짐을 보일 수 있는데, 전자는 불규칙한 표면의 깨짐이고 후자는 밀접하게 배열된 평행면을 따라 깨지는 것이다.
- 광택: 광물 표면에서 반사되는 빛의 질을 말한다. 예를 들어 금속광택, 진주광택, 왁스광택, 무광택 등이 있다.
- 비중: 광물의 특정 부피당 무게이다.
- 발포: 광물에 염산을 떨어뜨려 발포 여부를 검사한다.
- 자성: 자석을 사용하여 자성을 검사한다.
- 맛: 광물은 암염(식용 소금 맛이 나는)과 같이 특징적인 맛을 가질 수 있다.

### 암석
암석은 자연적으로 발생하는 고체 덩어리나 광물 또는 준광물의 집합체를 말한다. 지질학 연구의 대부분은 암석 연구와 관련이 있는데, 이는 암석이 지구 지질 역사의 대부분에 대한 주요 기록을 제공하기 때문이다. 암석에는 화성암, 퇴적암, 변성암의 세 가지 주요 유형이 있다. 암석 순환은 이들 사이의 관계를 보여준다(도표 참조).
암석이 용융체(마그마 또는 용암)로부터 고체화되거나 결정화될 때, 이를 화성암이라고 한다. 이 암석은 풍화되고 침식될 수 있으며, 그 후 재퇴적되어 퇴적암으로 고화될 수 있다. 퇴적암은 주로 사암, 셰일, 탄산염암, 증발암의 네 가지 범주로 나뉜다. 이러한 분류 그룹은 부분적으로 퇴적 입자의 크기(사암과 셰일)에 초점을 맞추고, 부분적으로는 광물학과 형성 과정(탄산화 작용과 증발)에 초점을 맞춘다. 화성암과 퇴적암은 열과 압력에 의해 변성암으로 변할 수 있는데, 이 과정에서 광물 함량이 변화하여 특징적인 구조가 형성된다. 세 가지 유형의 암석 모두 다시 녹을 수 있으며, 이 경우 새로운 마그마가 형성되어 다시 화성암으로 고체화될 수 있다. 석탄, 역청, 석유, 천연가스와 같은 유기물은 주로 유기물이 풍부한 퇴적암과 연관되어 있다.
세 가지 유형의 암석을 모두 연구하기 위해 지질학자들은 암석을 구성하는 광물과 질감 및 구조와 같은 기타 물리적 특성을 평가한다.

### 미고화 물질
지질학자들은 기반암 위에 있는 미고화 물질(표층 퇴적물이라고 함)도 연구한다. 이 연구는 종종 제4기 지질학이라고 불리는데, 지질 역사상 가장 최근의 시기인 제4기에서 유래한 명칭이다.

#### 마그마
마그마는 모든 화성암의 원천이 되는 미고화 물질이다. 용융암의 활발한 흐름은 화산학에서 자세히 연구되며, 화성암석학은 화성암의 원래 용융 상태에서 최종 결정화에 이르기까지의 역사를 밝히는 것을 목표로 한다.

## 지구 전체 구조

### 판 구조론

지구의 주요 지각판

1960년대에 지구의 암석권이 지각과 상부 맨틀의 가장 윗부분인 단단한 부분을 포함하며, 이것이 여러 개의 지각판으로 나뉘어 소성 변형이 가능한 고체 상태의 상부 맨틀인 연약권 위를 이동한다는 사실이 발견되었다. 이 이론은 해저 확장과 전 세계적인 산맥 지형 및 지진 활동 분포 등 여러 종류의 관찰 결과를 통해 뒷받침된다.
지표면의 판 운동과 맨틀의 대류(즉, 유동성 있는 맨틀 암석의 느린 움직임에 의해 발생하는 열 전달) 사이에는 밀접한 연관성이 있다. 따라서 판의 해양 부분과 인접한 맨틀 대류 흐름은 항상 같은 방향으로 움직인다. 이는 해양 암석권이 사실상 대류하는 맨틀의 단단한 상부 열 경계층이기 때문이다. 지구 표면에서 움직이는 단단한 판과 대류하는 맨틀 사이의 이러한 결합을 판 구조론이라고 한다.

판 구조론의 발전은 고체 지구에 대한 많은 관찰 결과에 물리적 근거를 제공했다. 지질학적 특징의 긴 선형 지역들은 판 경계로 설명할 수 있다.

해양-대륙 수렴으로 인한 섭입과 화산호는 판구조론의 한 가지 효과를 보여준다.

- 해령은 해저에서 열수구와 화산이 존재하는 높은 지역으로, 두 판이 서로 멀어지는 발산 경계로 여겨진다.
- 화산과 지진의 호는 한 판이 다른 판 밑으로 섭입하거나 이동하는 수렴 경계로 이론화되었다.
- 샌앤드레이어스 단층계와 같은 변환 경계는 판들이 수평으로 서로 미끄러져 지나가는 곳이다.

판 구조론은 대륙이 지질학적 시간 동안 지구 표면을 가로질러 이동한다는 알프레트 베게너의 대륙 이동설에 대한 메커니즘을 제공했다. 또한 지각 변형의 추진력과 구조 지질학 관찰을 위한 새로운 환경을 제공했다. 판 구조론의 힘은 이 모든 관찰 결과를 암석권이 대류하는 맨틀 위를 어떻게 이동하는지에 대한 단일 이론으로 결합할 수 있다는 점에 있다.

### 지구 구조

지구의 층상 구조. (1) 내핵; (2) 외핵; (3) 하부 맨틀; (4) 상부 맨틀; (5) 암석권; (6) 지각(암석권의 최상부)

지구의 층상 구조. 지진으로부터 발생하는 이와 같은 전형적인 파동 경로는 초기 지진학자들에게 지구의 층상 구조에 대한 통찰을 제공했다.

지진학, 컴퓨터 모델링, 고온·고압에서의 광물학 및 결정학의 발전은 지구 내부의 구성과 구조에 대한 통찰력을 제공한다.
지진학자들은 지진파의 도달 시간을 이용하여 지구 내부를 영상화할 수 있다. 이 분야의 초기 발전은 액체 상태의 외핵(전단파가 전파될 수 없는 곳)과 밀도가 높은 고체 내핵의 존재를 보여주었다. 이러한 발전은 지구의 층상 모델 발전으로 이어졌는데, 이 모델에서는 맨 위에 암석권(지각 포함)이 있고, 그 아래에 맨틀(410 km와 660 km에서 지진파 불연속면으로 구분됨)이 있으며, 그 아래에 외핵과 내핵이 있다. 최근에는 지진학자들이 의사가 컴퓨터단층촬영으로 신체를 영상화하는 것과 같은 방식으로 지구 내부의 파동 속도에 대한 상세한 이미지를 만들 수 있게 되었다. 이러한 이미지들은 지구 내부에 대한 훨씬 더 상세한 관점을 제공하였고, 단순화된 층상 모델을 훨씬 더 역동적인 모델로 대체하였다.

광물학자들은 지진학과 모델링 연구에서 얻은 압력 및 온도 데이터를 지구의 원소 구성에 대한 지식과 함께 사용하여 실험 환경에서 이러한 조건을 재현하고 결정 구조 내의 변화를 측정할 수 있었다. 이러한 연구들은 맨틀에서 발생하는 주요 지진파 불연속면과 관련된 화학적 변화를 설명하고, 지구 내핵에서 예상되는 결정학적 구조를 보여준다.

## 지질 시대
지구의 지질학적 역사와 지질 시대 단위는 지구의 전체 역사를 포괄한다. 지질 시대의 시작점은 최초의 태양계 물질이 형성된 45억 6천 7백만 년 전과, 지구가 형성된 45억 4천만 년 전으로 구분된다. 지구의 형성 시점은 지질 시대 구분의 한 단위인 명왕누대의 시작을 의미한다. 지질 시대의 종점은 현재가 속한 홀로세로 이어진다.

### 지구의 주요 이정표

지구의 역사에서 각 시대와 시기의 상대적 길이를 보여주는 지질 시계라 불리는 도표의 지질 시대

- 45억 6천 7백만 년 전: 태양계 형성[12]
- 45억 4천만 년 전: 지구의 집적 및 형성[13][14]
- 약 40억 년 전: 후기 대폭격기 종료, 최초 생명체 출현
- 약 35억 년 전: 광합성 작용 시작
- 약 23억 년 전: 산소 대기 형성, 최초의 눈덩이 지구
- 7억 3천만~6억 3천 5백만 년 전: 두 번째 눈덩이 지구
- 5억 4천 1백만 ± 30만 년 전: 캄브리아기 폭발 - 경질 생명체의 대량 출현, 최초의 풍부한 화석, 고생대 시작
- 약 3억 8천만 년 전: 최초의 육상 척추동물 출현
- 2억 5천만 년 전: 페름기-트라이아스기 대멸종 - 육상 동물의 90% 멸종, 고생대 종료 및 중생대 시작
- 6천 6백만 년 전: 백악기-고진기 대멸종 - 공룡 멸종, 중생대 종료 및 신생대 시작
- 약 7백만 년 전: 최초의 사람족 출현
- 3백 9십만 년 전: 현생 호모 사피엔스(인간)의 직계 조상인 최초의 오스트랄로피테쿠스 출현

- 20만 년 전: 동아프리카에서 최초의 현생 호모 사피엔스 출현

## 응용지질학
- 광상학(경제지질학)
- 자연 재해

## 세부 분야
- 암석학
- 광물학
- 퇴적학
- 고생물학
- 광상학
- 지사학
- 지질학사
- 지질연대학
- 구조지질학
- 화산학
- 지구물리학
- 지구화학

## 한국의 지질학 소사
- 운암 박동길 박사

## 같이 보기
- 지질 시대